# Мішанчук Анатолій Володимирович
Анатолій Володимирович Мішанчук — український військовослужбовець, полковник 57 ОМПБр Збройних сил України, учасник російсько-української війни. Лицар ордена Богдана Хмельницького III ступеня (2019).

## Життєпис
Був заступником командира 28-ї окремої механізованої бригади.
У 2018—2022 роках — командир 57-ї окремої мотопіхотної бригади.

## Нагороди
- орден Богдана Хмельницького III ступеня (17 травня 2019) — за значні особисті заслуги у захисті державного суверенітету та територіальної цілісності України, громадянську мужність, самовідданість у відстоюванні конституційних засад демократії, прав і свобод людини, вагомий внесок у культурно-освітній розвиток держави, активну волонтерську діяльність.[3]